# 杨焱平
杨焱平（1963年—），白族，中华人民共和国政治人物、第十一届全国政协委员。
担任十一届全国政协常务委员、全国工商联常委、云南省工商联主席。2008年，当选第十一届全国政协常务委员，代表中华全国工商业联合会，分入第二十一组。